# 五台乡 (房县)
五台乡是中华人民共和国湖北省十堰市房县下辖的一个乡。
2012年9月11日，湖北省民政厅批复同意设立五台乡，以五台山林业总场的地域范围为五台乡的行政区域，乡人民政府驻廖河村。同时，保留“五台山林业总场”的牌子，实行“一套班子，两块牌子”的管理方式。

## 行政区划
五台乡下辖以下村级行政区划单位：
廖家河村、红场村、金牛寺村和龙谭峪村。